# 諸王一
金牛座136，又名BD+27 899，HD 39357、SAO 77675、HR 2034，是金牛座的一颗恒星，视星等为4.58，位于銀經182.01，銀緯0.77，其B1900.0坐标为赤經5h 47m 2.4s，赤緯+27° 0.77′ 19″。